# Orchestina sinensis
Orchestina sinensis là một loài nhện trong họ Oonopidae.
Loài này thuộc chi Orchestina. Orchestina sinensis được Xing Xu miêu tả năm 1987.